# Congregazione di San Pietro

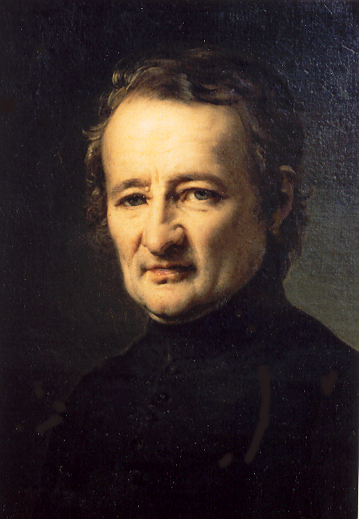
Jean-Marie de La Mennais in un ritratto realizzato nel 1827 da Jean-Baptiste Paulin Guérin

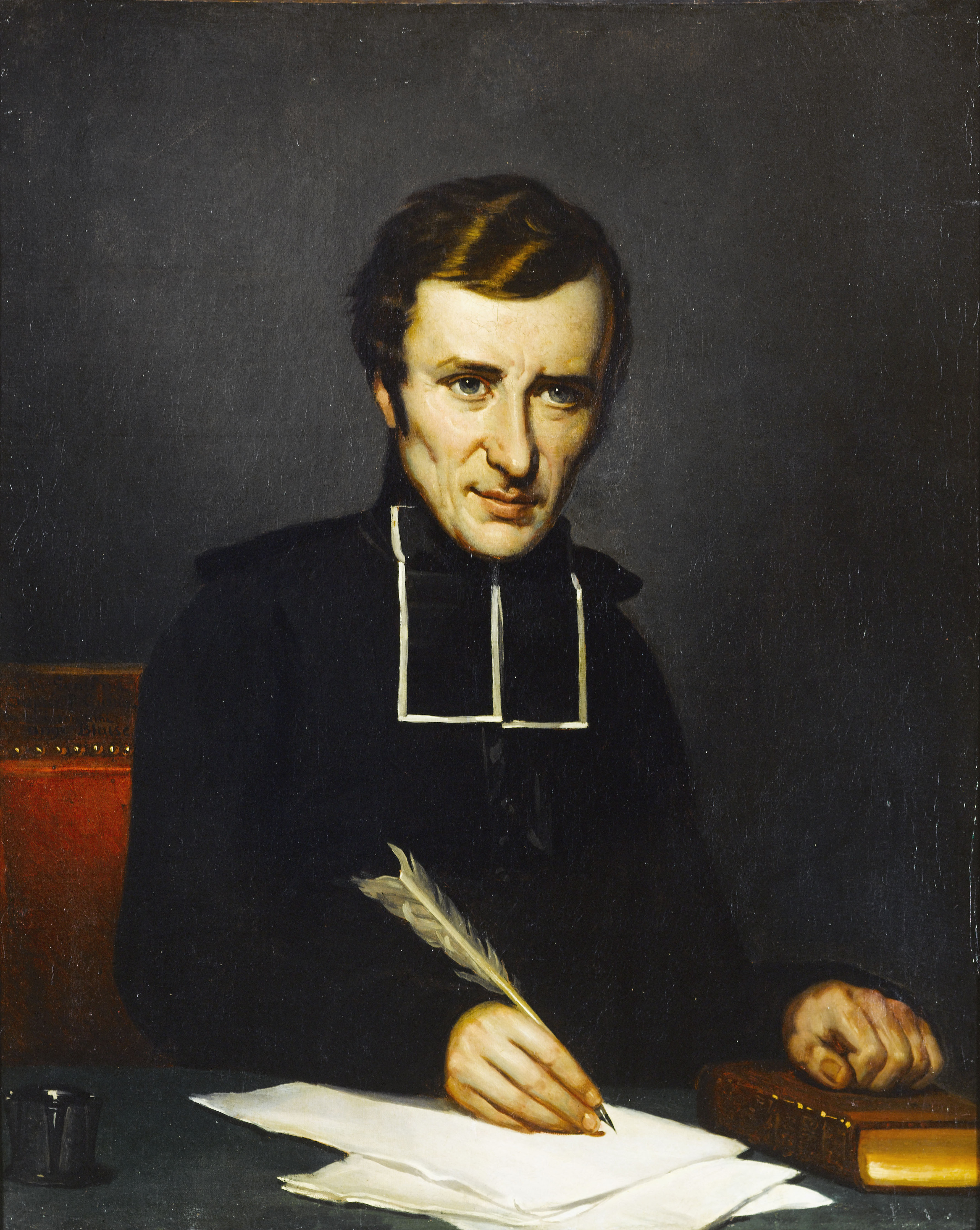
Félicité de La Mennais in un ritratto realizzato nel 1827 da L. D. Lancôme

La Congregazione di San Pietro (in francese Congrégation de St-Pierre) fu una società ecclesiastica fondata nel 1828 dai fratelli Jean-Marie e Félicité de La Mennais e soppressa nel 1834,

## Storia
La congregazione fu fondata nel 1828 a Malestroit dai Jean-Marie e Félicité de La Mennais: l'istituto sorse dalla fusione della scuola che Félicité aveva aperto nella tenuta di famiglia a La Chênaie con la congregazione dei Preti dell'Immacolata Concezione di Saint-Méen, fondata nel 1825 dal Jean-Marie.
I membri univano la vita religiosa all'apostolato esercitato in tutte le sue forme; la congregazione era organizzata in modo tale da poter sfuggire ai divieti con cui le politiche anticlericali del tempo colpivano le istituzioni religiose.
La congregazione sorse in un'epoca in cui la Compagnia di Gesù risultava ancora soppressa e, pur considerando l'esperienza dei gesuiti ormai superata, i fondatori tennero presenti nella redazione negli statuti della loro congregazione (presentati nel 1828) la struttura e lo spirito della Compagnia di Gesù.
L'intitolazione a san Pietro esprimeva l'assoluta fedeltà al papato dell'istituto e la sua posizione ultramontanista.
La direzione spirituale dell'istituto fu affidata a Jean-Marie, mentre Félicité ebbe il titolo di superiore generale.
I membri coltivavano gli studi e si dedicavano al lavoro intellettuale: oltre allo studio obbligatorio del latino, del greco e dell'ebraico, ciascuno di loro era tenuto a studiare una lingua viva.
La congregazione giunse in breve tempo a contare 4 comunità (Malestroit, Saint-Méen-le-Grand, Rennes, La Chênaie) e una sessantina di membri.
Con l'enciclica Mirari vos del 15 agosto 1832, papa Gregorio XVI condannò alcune posizioni di Félicité de La Mennais e, anche se la censura pontificia non riguardava i membri del suo istituto, la congregazione subì molti attacchi da parte del clero, soprattutto di quello della diocesi di Rennes. Per non danneggiare l'opera, nell'agosto 1833 Félicité si dissociò dall'istituto e Jean-Marie ne divenne superiore generale.
Le tensioni interne all'istituto spinsero comunque il vescovo di Rennes, Claude-Louis de Lesquen, a decretarne lo scioglimento il 16 settembre 1834.